# RV & AV Excelsior in het seizoen 1968/69
Het seizoen 1968/1969 was het 15e jaar in het bestaan van de Rotterdamse betaaldvoetbalclub Excelsior. De club kwam uit in de Tweede divisie en eindigde daarin op de tweede plaats, dot hield betekende rechtstreekse promotie naar de Eerste divisie. Tevens deed de club mee aan het toernooi om de KNVB beker, hierin werd de club in de tweede ronde, na verlenging, uitgeschakeld door Heerenveen (1–2).

## Wedstrijdstatistieken

### Tweede divisie
|       | AGOVV | Baronie | SC Drente | EDO   | Fortuna | Gooiland | De Graafschap | Heerenveen | Hermes DVS | Limburgia | NOAD  | PEC   | Roda JC | Velox | FC VVV | ZFC   | Zwolsche Boys |
| ----- | ----- | ------- | --------- | ----- | ------- | -------- | ------------- | ---------- | ---------- | --------- | ----- | ----- | ------- | ----- | ------ | ----- | ------------- |
| Thuis | 4 – 2 | 1 – 0   | 2 – 1     | 3 – 0 | 0 – 0   | 1 – 0    | 1 – 1         | 2 – 1      | 1 – 1      | 1 – 1     | 1 – 1 | 2 – 0 | 0 – 1   | 4 – 0 | 0 – 0  | 4 – 1 | 3 – 0         |
| Uit   | 1 – 4 | 0 – 1   | 0 – 1     | 1 – 1 | 1 – 1   | 0 – 0    | 1 – 2         | 1 – 3      | 1 – 2      | 1 – 2     | 2 – 4 | 1 – 1 | 1 – 0   | 2 – 0 | 3 – 1  | 2 – 1 | 0 – 3         |

### KNVB beker
| 1e ronde                                             | Excelsior                            | 1 – 0 (1 – 0)                      | Holland Sport |
| 15 september 1968 Plaats: Rotterdam Woudestein       | Thijs Kwakkernaat 42'                |                                    |               |
| 2e ronde                                             | Heerenveen                           | 2 – 1 (1 – 1, 1 – 1) Na verlenging | Excelsior     |
| 10 november 1968 Plaats: Heerenveen J.H. Kruisstraat | Wiebe de Jong 28' Henk Zoetendal 93' |                                    | 38' Eddy Blok |

## Statistieken Excelsior 1968/1969

### Eindstand Excelsior in de Nederlandse Tweede divisie 1968 / 1969
| Stand | Gespeeld | Gewonnen | Gelijk | Verloren | Punten | Doelpunten voor | Doelpunten tegen |
| ----- | -------- | -------- | ------ | -------- | ------ | --------------- | ---------------- |
| 2e    | 34       | 19       | 10     | 5        | 48     | 57              | 28               |

### Topscorers
| #      | Naam                | Goal |
| ------ | ------------------- | ---- |
| 1.     | Thijs Kwakkernaat   | 18   |
| 2.     | Thijs Libregts      | 11   |
| 3.     | Hans Bassant        | 9    |
| 4.     | Rob Jacobs          | 8    |
| 5.     | Aad den Butter      | 3    |
| 5.     | Beb van der Heijden | 3    |
| 7.     | Eddy Blok           | 2    |
| 8.     | Gerrit den Butter   | 1    |
| 8.     | Jan Kleingeld       | 1    |
| 8.     | Gerrit Kort         | 1    |
| Totaal | Totaal              | 57   |

| #      | Naam              | Goal |
| ------ | ----------------- | ---- |
| 1.     | Eddy Blok         | 1    |
| 1.     | Thijs Kwakkernaat | 1    |
| Totaal | Totaal            | 2    |

## Voetnoten
AGOVV · Baronie · SC Drente · EDO · Excelsior · Fortuna · Gooiland · De Graafschap · Heerenveen · Hermes DVS · Limburgia · NOAD · PEC · Roda JC · Velox · FC VVV · ZFC · Zwolsche Boys